# Джиоева, Вероника Романовна
Верони́ка Рома́новна Джио́ева (осет. Джиоты Романы чызг Вероникӕ, род. 29 января 1979, Цхинвали) — российская оперная певица (сопрано). Солистка Новосибирского театра оперы и балета. Заслуженная артистка РФ (2018).

## Биография
Родилась 29 января 1979 года в городе Цхинвал Южной Осетии. По её словам, любовь к опере и музыке привил папа: «…Во Дворце пионеров, где я занималась музыкой. Мне было 13 лет. Я исполняла народные танцы — узбекские, цыганские, осетинские, русские. Костюмы мне шила тетя — папина сестра. И я, значит, таким образом весь город веселила. Я сама писала пригласительные и раздавала соседям, ставила на улице лавочки и говорила: „Вечером будет мой концерт в 6 часов. Выходите, я вам буду петь!“ И все мои соседи выходили, а я им танцевала, пела…»
Училась во Владикавказском училище искусств им. В. А. Гергиева (педагог Н. И. Хестанова), в 2000—2005 гг. училась в Санкт-Петербургской консерватории (класс профессора Т. Д. Новиченко). Во время учёбы принимала участие в вокальных конкурсах, среди которых победы в «Maria Callas Grand Prix» (Афины, 2005), «Конкурсе им. Глинки», международном конкурсе «Янтарный соловей» (Калининград, 2006), Международном конкурсе имени Клаудии Таэв (Пярну, 2007), Всероссийском конкурсе оперных певцов (Санкт-Петербург, 2005), Международном конкурсе имени М. И. Глинки (Астрахань, 2003), Международном конкурсе World Vision и Всероссийском конкурсе имени П. И. Чайковского.
В 2006 году принята в Новосибирский театр оперы и балета. В 2011 году принимала участие во всероссийском телеконкурсе оперных певцов «Большая опера», в котором заняла первое место. С 2010 года — приглашенная солистка Большого театра.
В 2009 году Веронике присвоены почетные звания «Заслуженная артистка Республики Северная Осетия — Алания» и «Заслуженная артистка Республики Южная Осетия».
В 2014 году удостоена звания Народной артистки Осетии, номинирована на премию «Золотая маска» — «Лучшая женская роль» за партию Елизаветы Валуа от Большого Театра России. В том же году она получила премию «Человек Года» республики Южная Осетия.
Как приглашенная певица исполняет ведущие партии в лучших мировых театрах, среди которых: Хьюстонская Гранд-опера, Большой театр, Мариинский театр, Большой театр Женевы, театр Ла Монне в Брюсселе, Пражская опера, Финская национальная опера, Оперный театр Бари, Театр Комунале в Болонье, Театр Массимо в Палермо (Италия), театр Реал (Мадрид), Филармонический театр (Верона), Гамбургская государственная опера.
Работала с такими дирижёрами как Марис Янсонс, Валерий Гергиев, Тревор Пиннок,  Инго Метцмахер, Теодор Курентзис, Жак Ван Стин, Даниэле Каллегари, Марио Карминатти, Хартмут Хенхен… На сцене сотрудничала с такими режиссёрами как Эдриан Ноубл, Дмитрий Черняков, Питер Селларс, Пако Азорин и другие.
В марте 2020 года дебютировала в партии Одабеллы оперы «Аттила» в постановке Ильдара Абдразакова.
В сентябре 2020 дебютировала в партии Леоноры оперы «Трубадур» в постановке Финской национальной оперы.
В 2023 году итальянский автор и музыкант Макс Бальбо написал для нее песню на итальянском языке.

## Партии
В Большом театре:
- Мими («Богема» Дж. Пуччини)
- Донна Эльвира («Дон Жуан» В. А. Моцарта)
- Горислава («Руслан и Людмила» М. Глинки)
- Лю («Турандот» Дж. Пуччини)
- Елизавета («Дон Карлос» Дж. Верди)

В других театрах:
- Мими («Богема» Дж. Пуччини)
- Мюзетта («Богема» Дж. Пуччини)
- Донна Эльвира («Дон Жуан» В. А. Моцарт)
- Горислава («Руслан и Людмила» М. Глинка)
- Лю («Турандот» Дж. Пуччини)
- Елизавета Валуа («Дон Карлос» Дж. Верди)
- Амелия («Бал-маскарад» Дж. Верди)
- Фьордилиджи («Так поступают все женщины» В. А. Моцарт)
- Графиня («Свадьба Фигаро» В. А. Моцарт)
- Урусова («Боярыня Морозова» Р. Щедрин)
- Земфира («Алеко» С. Рахманинов)
- Татьяна («Евгений Онегин» П. Чайковский)
- Виолетта («Травиата» Дж. Верди)
- Микаэла («Кармен» Ж. Бизе)
- Леди Макбет («Макбет» Дж. Верди)
- Таис («Таис» Ж. Массне)
- Ярославна («Князь Игорь» А. Бородин)
- Марфа («Царская невеста» Н. Римский-Корсаков)
- Марта («Пассажирка» М. Вайнберг)
- Мария Стюарт («Мария Стюарт» Г. Доницетти)
- Аида («Аида» Дж. Верди)
- Елизавета («Тангейзер» Р. Вагнер)
- Иоланта («Иоланта» П. Чайковский)
- Сестра Анжелика («Сестра Анжелика» Дж. Пуччини)
- Леонора («Трубадур» Верди)
- Дездемона («Отелло» Дж. Верди)
- Турандот («Турандот» Дж. Пуччини)
- Тоска («Тоска» Дж. Пуччини)
- Тамара («Демон» А. Рубинштейн)
- Мадина («Брешь» Ж.А. де Зигана).
- Одабелла («Аттила» Дж. Верди)

Исполняла партии сопрано в «Реквиемах» Верди и Моцарта, Второй симфонии Малера, Девятой симфонии Бетховена, «Большой мессе» Моцарта, поэме Рахманинова «Колокола».

## Семья
- Отец — Роман Герасимович Джиоев, советский штангист, Заслуженный мастер спорта СССР.
  - Сестра — Инга, юрист
  - Брат — Шамиль, спортсмен
  - Сын — Роман
  - Дочь — Адриана

## Награды
- Заслуженная артистка Южной Осетии
- Победитель конкурса «Большая опера»
- Диплом фестиваля «Золотая маска» (2008)
- Заслуженная артистка РСО-Алания (2009)
- Народная артистка РСО-Алания (2014)
- Народная артистка Южной Осетии (2015)[6]
- Заслуженная артистка Дагестана (2016)[7]
- Заслуженная артистка России (2018)
- Медаль «Во славу Осетии» (2020)[8]
- Национальная оперная премия «Онегин» в номинации «Примадонна» за исполнение партии Тоски в одноимённой опере (2021, Россия)[9]